# 2019년 전국장애인체육대회
제39회 전국장애인체육대회는 2019년 10월 15일부터 10월 19일까지 대한민국 서울특별시에서 열리는 대회이다. 관련 행사인 제100회 전국체육대회와 형제대회로 치러졌으며, 장애인 체육의 저변을 넓혔던 1988년 하계 패럴림픽이 개최되었던 잠실올림픽주경기장에서 31년 만에 열리는 전국장애인체육대회라는 점으로 인해 역대 최대 규모의 행사로 성대하게 개최되었다.

## 개요
- 대회명칭 : 제39회 전국장애인체육대회
- 개최기간 : 2019년 10월 15일 ~ 2019년 10월 19일
- 개최지 : 서울특별시 (주경기장:잠실올림픽주경기장)
- 구호 : 전국장애인체육대회 39년, 서울에서 함께 뛰다
- 참가인원 : 8,978명
- 종별 : 절단 및 기타장애, 시각장애, 지적장애, 청각장애, 뇌성마비
- 마스코트 : 해온

## 종목
제 39회 기준 전국장애인체육대회의 종목은 다음과 같다.
| - 게이트볼 - 골볼 - 골프 - 농구 - 당구 - 댄스스포츠 - 론볼 - 배드민턴 - 보치아 - 볼링 | - 사격 - 쇼다운 - 수영 - 슐런 - 싸이클 - 양궁 - 역도 - 요트 - 유도 - 육상 | - 조정 - 좌식배구 - 축구 - 카누 - 탁구 - 태권도 - 트라이애슬론 - 휠체어럭비 - 휠체어테니스 - 휠체어펜싱 |

## 경기장
| 종목         | 소재지         | 경기장                          | 종별                                               | 세부종목  | 비고                              |
| ------------ | -------------- | ------------------------------- | -------------------------------------------------- | --------- | --------------------------------- |
| 게이트볼     | 도봉구         | 시립창동게이트볼장              | 지체장애/시각장애/청각장애/지적장애(발달)          |           |                                   |
| 골볼         | 노원구         | 서울과학기술대학교 체육관       | 시각장애                                           |           |                                   |
| 농구         | 송파구         | 잠실학생체육관                  | 지적장애(발달)/지체장애                            |           |                                   |
| 당구         | 강서구         | 마곡실내배드민턴장              | 지체장애/청각장애                                  |           |                                   |
| 댄스스포츠   | 서초구         | 서초종합체육관                  | 지체장애/시각장애/청각장애                         |           |                                   |
| 론볼         | 송파구         | 잠실론볼장                      | 지체장애/뇌성마비                                  |           |                                   |
| 휠체어럭비   | 동대문구       | 동대문구체육관                  | 지체장애                                           |           |                                   |
| 배구         | 중구           | 장충체육관                      | 지체장애                                           |           |                                   |
| 배드민턴     | 노원구         | 불암산배드민턴장                | 지체장애/지적장애(발달)/청각장애/뇌성마비          |           |                                   |
| 보치아       | 송파구         | 올림픽공원 SK핸드볼경기장       | 지체장애/뇌성마비                                  |           |                                   |
| 볼링         | 송파구         | 가든파이브 스핀볼링센터         | 전종별                                             |           |                                   |
| 사격         | 대구광역시     | 대구국제사격장                  | 지체장애                                           |           |                                   |
| 사이클       | 양양군         | 양양종합스포츠타운 사이클경기장 | 지체장애/시각장애/청각장애/뇌성마비                | 트랙      |                                   |
| 사이클       | 양양군         | 양양군 현북면 남대천로 일원     | 지체장애/시각장애/지적장애(발달)/청각장애/뇌성마비 | 도로      |                                   |
| 쇼다운       | 송파구         | 올림픽파크텔                    | 전종별                                             |           | 모스크바,몬트리올,시드니,애틀란타 |
| 수영         | 인천광역시     | 인천문학박태환수영장            | 전종별                                             |           |                                   |
| 슐런         | 관악구         | 관악구민종합체육센터            | 전종별                                             |           |                                   |
| 양궁         | 인천광역시     | 인천계양아시아드양궁장          | 지체장애                                           |           |                                   |
| 역도         | 송파구         | 올림픽공원 올림픽홀             | 전종별                                             |           |                                   |
| 요트         | 마포구         | 난지요트장                      | 지제장애                                           |           |                                   |
| 유도         | 마포구         | 마포구민체육센터                | 시각장애/청각장애                                  |           |                                   |
| 육상         | 송파구         | 잠실올림픽주경기장              | 전종별                                             | 트랙/필드 |                                   |
| 조정         | 하남시(경기도) | 미사리조정경기장                | 지체장애/시각장애/지적장애(발달)/뇌성마비          |           |                                   |
| 축구         | 마포구         | 난지천공원다목적구장            | 전맹/약시                                          |           |                                   |
| 축구         | 마포구         | 서울월드컵경기장                | 지적장애(발달)                                     |           |                                   |
| 축구         | 마포구         | 서울월드컵경기장 보조경기장     | 뇌성마비                                           |           |                                   |
| 축구         | 고양시(경기도) | 종로구한강다목적운동장          | 청각장애                                           |           |                                   |
| 카누         | 하남시(경기도) | 미사리조정경기장                | 지체장애                                           |           |                                   |
| 탁구         | 송파구         | 잠실실내체육관                  | 지체장애/지적장애(발달)/청각장애                   |           |                                   |
| 탁구         | 송파구         | 올림픽파크텔                    | 시각장애                                           |           | 파리,베이징,로마                  |
| 휠체어테니스 | 송파구         | 올림픽공원 테니스경기장         | 지체장애                                           |           |                                   |
| 파크골프     | 마포구         | 월드컵파크골프장                | 지체장애/지적장애(발달)                            |           |                                   |
| 휠체어펜싱   | 동대문구       | 동대문구체육관                  | 지체장애                                           |           |                                   |
| 태권도       | 마포구         | 마포구민체육센터                | 전종별                                             |           |                                   |
| 트라이애슬론 | 영등포구       | 여의도한강공원                  | 전종별                                             |           |                                   |
| 필드골프     | 인천광역시     | 인천드림파크C.C                 | 전종별                                             |           |                                   |

## 종합순위
개최지
| 순위 | 지역 | 점수         | 금  | 은  | 동   | 합계 |
| 1    | 서울 | 236,954.72   | 116 | 123 | 167  | 406  |
| 2    | 경기 | 229,728.52   | 157 | 115 | 154  | 426  |
| 3    | 충북 | 139,552.80   | 94  | 91  | 62   | 247  |
| 4    | 부산 | 122,377.90   | 86  | 61  | 79   | 226  |
| 5    | 대전 | 108,182.64   | 62  | 61  | 53   | 176  |
| 6    | 대구 | 105,792.80   | 33  | 59  | 58   | 150  |
| 7    | 충남 | 102,814.20   | 38  | 54  | 59   | 151  |
| 8    | 광주 | 97,233.50    | 56  | 45  | 66   | 167  |
| 9    | 경북 | 96,300.86    | 46  | 61  | 72   | 179  |
| 10   | 인천 | 90,925.10    | 46  | 43  | 64   | 153  |
| 11   | 전북 | 89,782.50    | 31  | 48  | 58   | 137  |
| 12   | 경남 | 82,077.54    | 40  | 39  | 48   | 127  |
| 13   | 울산 | 77,411.80    | 72  | 34  | 49   | 155  |
| 14   | 전남 | 76,424.00    | 25  | 47  | 44   | 116  |
| 15   | 강원 | 70,296.80    | 31  | 41  | 30   | 102  |
| 16   | 제주 | 58,100.50    | 28  | 47  | 28   | 103  |
| 17   | 세종 | 15,988.60    | 10  | 1   | 8    | 19   |
| 총계 | 총계 | 1,799,944.78 | 971 | 970 | 1099 | 3040 |

## 같이 보기
- 2019년 전국체육대회
- 전국장애인체육대회